# ابو زنیمه
ابو زنیمه (به عربی: أبو زنیمة) در مصر است که در استان سینای جنوبی واقع شده‌است.

## خصوصیات
ابو زنیمة ۵٬۰۰۰ کیلومترمربع مساحت دارد.